# Leandra Leal
Leandra Leal, all'anagrafe Leandra Rodrigues Leal Braz e Silva (Rio de Janeiro, 8 settembre 1982), è un'attrice, regista e produttrice cinematografica brasiliana.

## Biografia
Leandra Leal è nata in una famiglia di artisti. Sua madre, Ângela Leal, è attrice anche lei. Fin da giovane, Leandra ha mostrato interesse per la recitazione, crescendo dietro le quinte dei teatri e sui set televisivi. 
Ha iniziato la sua carriera televisiva a sette anni nella telenovela Pantanal nel 1990, prodotta da TV Manchete.
Nel 2002 ha lavorato nel film I giorni di Nietzsche a Torino.
Nel 2004 ha ottenuto un importante ruolo nella telenovela Senhora do Destino. Tra le altre telenovelas a cui ha preso parte, si citano Pagine di vita, Passione (girata anche in Italia) e Insensato Coração.
Nel 2008 è stata regista dello spettacolo teatrale Mercadorias e Futuro.
Nel 2011 ha interpretato ben 64 personaggi diversi all'interno del programma Fantástico.
Nel 2015 è stata tra i presentatori del Premio Emmy.
Nel 2017 ha debuttato come regista cinematografica con Divinas Divas, film tratto dall'omonima opera teatrale e finanziato in parte tramite crowdfunding. L'anno seguente si è recata in Amazzonia per dirigere la serie TV Aruanas, dove ha anche recitato.
È una sostenitrice della comunità LGBTQ+ e un'attivista antirazzista, che ha partecipato a campagne di sensibilizzazione sui diritti civili in Brasile.

## Vita privata
Nel 2003 ha sposato il cantante José Paes de Lira, noto anche come Lirinha, ma la coppia ha divorziato nel 2010. Successivamente, Leandra si è risposata con il manager culturale Alê Youssef. Nel dicembre 2016, l'attrice e il secondo marito hanno adottato una bambina afrobrasiliana di due anni, registrata quindi all'anagrafe come Julia Leal Youssef. La coppia ha annunciato la fine del matrimonio nel 2018. Dal dicembre del 2023 Leandra Leal è sposata col cineasta Guilherme Burgos. . Nel 2024 ha partorito un figlio. 

## Filmografia

### Televisione
- Explode Coração (1995)
- O Cravo e a Rosa (2000)
- Senhora do Destino (2004)
- A grande familia  (2004)
- Cheias de Charme (2012)
- Império (2014)

### Cinema
- A Ostra e o Vento (1997)
- Nome Próprio (2007)
- O Lobo Atrás da Porta (2013)
- Divinas Divas (2016)

### Regia e produzione
- Divinas Divas (2016)

## Premi e riconoscimenti
- Premio Contigo! de TV: per la sua interpretazione in Senhora do Destino
- Premio APCA: per la sua performance in Nome Próprio
- Festival di Gramado: come miglior attrice per Nome Próprio
- Premio Grande Otelo: come miglior attrice non protagonista per O Lobo Atrás da Porta.